# Orangequat
Orangequat är en korsning mellan apelsin och kumquat. Frukten är liten, rund, orangefärgad, och större än en kumquat.